# Pueblo Nuevo (distrito de Chepén)
Pueblo Nuevo é um distrito do Peru, departamento de La Libertad, localizada na província de Chepén.

## Transporte
O distrito de Pueblo Nuevo não é servido pelo sistema de estradas terrestres do Peru.